# Моллисон, Джим
Джеймс Алла́н Мо́ллисон (англ. James Allan Mollison), известный больше как Джим Мо́ллисон (англ. Jim Mollison; 19 апреля 1905, Глазго — 30 октября 1959, Лондон) — знаменитый шотландский пилот. В 30-е годы XX века Джим совершил несколько рекордных перелётов, участвовал в авиагонке на приз МакРобертсона. В 1932—1938 годах состоял в браке с известной британской лётчицей Эми Джонсон.

## Биография
Джеймс Аллан Моллисон родился 19 апреля 1905 года в Глазго, Шотландия. С ранних лет Джеймс был увлечён авиацией, и в 18 лет стал самым молодым
офицером Королевских военно-воздушных сил Великобритании (RAF, от англ. Royal Air Force). После чего Моллисон получил назначение в Вазиристан. В возрасте 22 лет Джеймс установил новый рекорд — стал самым молодым инструктором в Центральном лётном училище Королевских ВВС (CFS, от англ. Central Flying School). В 1928—1929 годы Моллисон перевёлся в гражданскую авиацию, служил инструктором авиационного клуба (англ. South Australian Aero Club) в Аделаиде (Австралия), а затем пилотом австралийских авиалиний (Eyre Peninsular Airways и Australian National Airways).
Имея репутацию дилетанта и плейбоя, Моллисон хотел стать опытным пилотом за короткие сроки, в результате чего избрал для этой цели достижение новых рекордов. Так, летом 1931 года Джеймс установил рекорд перелёта из Австралии в Англию (8 дней 19 часов полёта), в марте 1932 года рекорд перелёта до Южной Африки, Англия—ЮАР (из Лондона до мыса Доброй Надежды) за 4 дня и 17 часов, а в августе — 30-часовой перелёт из Ирландии до Нью-Брансуика в Канаде.

### Эми Джонсон
В Австралии Моллисон познакомился со своей будущей женой, Эми Джонсон, которая совершала 6-недельный тур по стране, после своего знаменитого перелёта Англия — Австралия. После того, как Джонсон, измотанная гонкой, совершила аварийную посадку в аэропорту Брисбен, оставшуюся часть тура она провела в качестве пассажира, а её самолёт пилотировали другие пилоты, в числе которых оказался Джим.

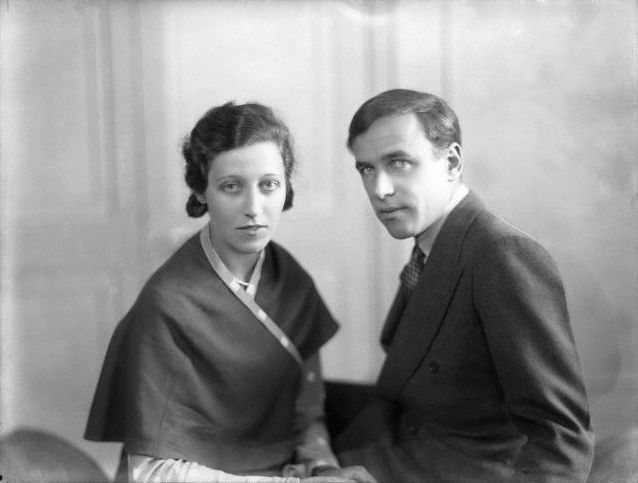
Эми Джонсон и Джим Моллисон, май 1932 года

29 июля 1932 года в церкви Св. Георгия в Лондоне (англ. St George's in Hanover Square) Эми и Джим поженились. Супружеская пара из двух известных лётчиков стала объектом пристального внимания как прессы, так и общественности.
Теперь Джим, помимо одиночных рекордов, мог совершенствовать достижения вместе с женой. Так, в 1933 году супруги Моллисон планировали установить рекорд на маршруте Англия — США. Специально оборудованный для этой цели двухмоторный самолёт «De Havilland DH.89 Dragon Rapide», получивший название «Сифарер» G-ACCV (англ. Seafarer, букв. — мореплаватель), имел увеличенные топливные баки, чтобы горючего хватило на безостановочный перелёт от залива Кармартен в Уэльсе до Нью-Йорка. Супруги Моллисон стартовали 22 июля 1933 года, но из-за неполадок с мотором были вынуждены совершить аварийную посадку в Бриджпорте (штат Коннектикут), всего в 90 километрах от цели. Из-за жёсткой посадки оба пилота получили травмы. Несмотря на недолёт, в их честь был устроен парад на Бродвее. Супруги получили премию «Freedom of the City» от муниципалитета Нью-Йорка и были удостоены встречи с 32-м президентом США Франклином Рузвельтом.

### Приз МакРобертсона
Не последнее место среди многообразия различных спортивных соревнований 30-х годов занимает гонка коммерческих самолётов за приз МакРобертсона. Приуроченная к столетию столицы штата Виктория, города Мельбурн, гонка прошла в период с октября по ноябрь 1934 года. Участники должны были преодолеть расстояние в 18 200 километров между аэродромами в графстве Саффолк в Англии и Флемингтон у Мельбурна. С целью повышения безопасности всех участников гонки на трассе, пролегавшей через Багдад, Аллахабад, Сингапур и Дарвин, были устроены пять обязательных пунктов посадки и 22 заправочные станции.

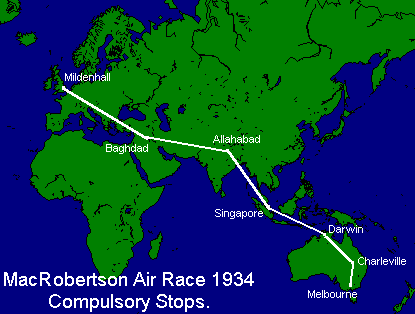
Маршрут авиагонки МакРобертсона

В Англии на момент оглашения условий гонки не было ни одного пригодного для такого сложного путешествия самолёта. Воспользовавшись ситуацией, авиастроительная фирма de Havilland объявила, что тому, кто обратится к ней с заказом самолёта для гонки, фирма предоставит специальную машину стоимостью до 5 000 фунтов стерлингов. De Havilland гарантировала, что самолёт будет соответствовать всем условиям соревнований и преодолеет трассу со средней скоростью не менее 200 миль в час (~322 км/ч). В результате такой рекламы было получено три заказа, один из которых сделали супруги Моллисон. Строившиеся в атмосфере повышенной секретности самолёты получили название DH-88 Comet. DH.88 четы Моллисон (получивший регистрационное обозначение G-ACSP) был назван «Блэк Меджик» (англ. Black Magic, букв. — чёрная магия). Самолёт был полностью выкрашен в чёрный цвет, а полосы и надписи имел золотые.
20 октября 1934 года, под стартовым номером 63, Эми и Джим стартовали в гонке. «Блэк Меджик» совершил беспосадочный перелёт до Багдада. Однако вскоре они были вынуждены досрочно завершить гонку в Аллахабаде (Индия) — из-за некачественного топлива остановились оба двигателя. Остальные двое участников, заказавших DH.88, финишировали в гонке на первом и четвёртом местах соответственно.

### Развод
Брак с Эми привлекал повышенное внимание общественности, в прессе их даже окрестили летающими влюблёнными (англ. the flying sweethearts). Но, учитывая их взаимную тягу к достижению рекордов, как общих, так и персональных, супругам была свойственна конкуренция друг с другом (что послужило одной из причин, привёдших к разводу). Помимо этого, Джим Моллисон много пил (об этом писали не только в британской прессе, например, в нью-йоркском журнале «Тайм» за 1936 год была опубликована весьма «горячая» новость о задержании нетрезвого капитана Джеймса А. Моллисона), поддерживал внебрачные отношения с другими женщинами и завидовал успехам и достижениям жены. 23 марта 1937 года начался бракоразводный процесс, который закончился только 24 августа 1938 года.

### Вторая мировая война
В 1940 году, с началом Второй мировой войны, Джим вступил в новообразовавшуюся организацию гражданских лётчиков ATA (англ. Air Transport Auxiliary), где занимался транспортными перевозками и доставкой (перегонкой) самолётов Королевских ВВС Великобритании к местам назначения.
В феврале 1943 года с самолётом, пилотируемым Джимом (он был вторым пилотом в паре с лётчицей Дианой Уокер (англ. Diana Barnato Walker)) произошёл весьма известный (благодаря прессе) инцидент. На борту «Энсона» находились 12 пассажиров (пилоты ATA направлялись к новому месту дислокации), когда он был замечен истребителем люфтваффе. Джим попытался набрать высоту и скрыться, но всё равно был подбит вражеским Messerschmitt 110. Моллисон смог посадить самолёт так, что никто из пассажиров и членов экипажа не пострадал. Первой фразой Джима после посадки была «Где тут можно раздобыть чаю!» (англ. How to get a cup of tea!).

### Послевоенные годы
По окончании войны Джим Моллисон поселился в Лондоне, где открыл маленький паб. 26 сентября 1949 года Джим женился во второй раз, на Марии Камфиус (англ. Maria Clasina E. Kamphuis). Так как пристрастие Джима к спиртным напиткам оставалось большой проблемой, в 1953 году медицинский совет при Управлении Гражданской авиации (англ. Civil Aviation Authority Medical Board) отстранил Моллисона от полётов и аннулировал его пилотную лицензию. Вскоре он разошёлся с женой, однако Мария всё-таки помогла Джиму устроиться в пансионат для лечения от зависимости, расположенный в Сербитоне (англ. Carisbrooke Hotel in Surbiton), где Джим Моллисон и умер 30 октября 1959 года.

## В культуре
В 1942 году вышел фильм британского режиссёра Герберта Вилкокса о жизни первой жены Моллисона, Эми Джонсон — «They Flew Alone» (в США фильм известен как «Wings and the Woman»). Сюжет повествует о ранних годах известной летчицы, включая знакомство и совместную жизнь с Моллисоном. Роль Джима исполнил британский актёр Роберт Ньютон.
В 1990 году вышел на экраны фильм Маркуса Коула (англ. Marcus Cole) «Великие воздушные гонки» (англ. The Great Air Race). Этот двухсерийный австралийский телевизионный фильм рассказывает о событиях авиагонки Англия-Австралия (на приз МакРобертсона). Роль Моллисона сыграл Джонатан Хайд.